# Предсказательная аналитика
Предсказательная аналитика (прогнозная аналитика, предиктивная аналитика от англ. predictive analytics) — класс методов анализа данных, концентрирующийся на прогнозировании будущего поведения объектов и субъектов с целью принятия оптимальных решений.

## Методы
Предсказательная аналитика использует статистические методы, методы интеллектуального анализа данных, теории игр, машинное обучение, анализирует текущие и исторические факты для составления предсказаний о будущих событиях.
В бизнесе прогнозные модели используют паттерны, найденные в исторических и выполняемых данных, чтобы идентифицировать риски и возможности. Модели фиксируют связи среди многих факторов, чтобы сделать возможной оценку рисков или потенциала, связанного с конкретным набором условий, руководя принятием решений о возможных сделках.

## Приложения
Используется в актуарных расчётах, финансовых услугах, страховании, телекоммуникациях, розничной торговле, туризме, здравоохранении, фармацевтике и других областях.
Одно из широко известных применений — кредитный скоринг, модели скоринга обрабатывают кредитную историю, займы, потребительские данные и другие сведения и дают оценку потенциального заёмщика с точки зрения перспективной платёжеспособности и прогноза своевременности выплат по кредитам.
Маркетинг и HR
Существует мнение, что аналитика произвела революцию в области маркетинга, радикально повысив эффективность микротаргетинга. В области управления персоналом аналитика позволяет решать широкий круг задач на основе обработки огромных объемов корпоративных данных, что заметно повышает эффективность работы сотрудников.

## Недостатки
Один из недостатков предсказательной аналитики - слабый учёт качественных сдвигов, изменений после точек бифуркации, так как они построены на количественных, вероятностных методах.